# Конопница (Сербия)
Конопница (серб. Конопница) — населённый пункт в общине Власотинце Ябланичского округа Сербии.

## Климат
Климат характеризуется как умеренный морской с тёплым летом и равномерным увлажнением в течение года (Cfb в классификации климатов Кёппена). Среднегодовая температура воздуха составляет 11,6 °C. Средняя температура самого холодного месяца (января) составляет 0,5 °С, самого жаркого месяца (августа) — 21,4 °С. Расчётная многолетняя норма атмосферных осадков — 565 мм. Наибольшее количество осадков выпадает в мае (65 мм).

## Население
Согласно переписи населения 2002 года, в селе проживало 989 человек (все сербы).
| Численность населения | Численность населения | Численность населения | Численность населения | Численность населения | Численность населения | Численность населения | Численность населения |
| 1948                  | 1953                  | 1961                  | 1971                  | 1981                  | 1991                  | 2002                  | 2011                  |
| --------------------- | --------------------- | --------------------- | --------------------- | --------------------- | --------------------- | --------------------- | --------------------- |
| 845                   | 900                   | 924                   | 978                   | 989                   | 1020                  | 989                   | 863                   |

## Религия
Согласно церковно-административному делению Сербской православной церкви, село относится к Конопничскому приходу Власотиначского архиерейского наместничества Нишской епархии. В селе расположен храм Успения Пресвятой Богородицы, построенный в 1840 году.